# 볼륨을 높여요
《효정의 볼륨을 높여요》는 매일 저녁 8시부터 밤 10시까지 방송되는 KBS 쿨FM(수도권 FM 89.1㎒)의 연예오락 전문 라디오 프로그램이다.

## 역사
이 프로그램은 1995년 4월 3일에 첫방송되어 2004년까지 9년간 배우 이본이 진행하였으며, 2004년 10월부터 2006년 가을 개편까지 배우 최강희가 진행하였다.
이후 2010년 4월 18일까지 가수 메이비가, 2010년 4월 19일부터 2010년 12월 31일까지 음악 그룹 브라운 아이드 걸스의 멤버 나르샤가 진행하였다. 2011년 1월 1일부터는 배우 최강희가 DJ로 복귀하여 진행하였고, 2011년 가을개편 때 최강희가 야간비행으로 자리를 옮기게 되면서 배우인 유인나가 진행을 맡게 되었다. 작품 활동 준비로 잠시 휴지기를 갖는 동안 2015년 12월 7일부터 2016년 1월 31일까지 배우 김소은이 스페셜 DJ를 맡았으며, 2016년 2월 1일부터 배우 유인나가 DJ로 다시 복귀하였다.
2016년 5월 9일 조윤희가 DJ에 낙점되었다. 2017년 6월 4일 이후 조윤희가 태교를 위해 하차하게 되면서 2017년 7월 2일까지 최강희가 임시 진행자로 나선후 2017년 7월 3일부터 2018년 6월 3일까지 김예원이 새 DJ로 확정되었다. KBS 쿨FM 봄개편으로 인해 2018년 6월 4일부터 2020년 1월 5일까지 AKMU의 이수현이 진행했으며, 2020년 1월 6일부터 2021년 10월 31일까지 배우 강한나가 진행되었으며, 2021년 11월 1일부터 2022년 7월 31일까지는 배우 신예은이 진행하다가 2022년 8월 1일에서 2022년 8월 21일까지 몇명의 스페셜DJ 기간을 거친 다음 2022년 8월 22일부터 2023년 9월 3일까지는 가수 헤이즈가 진행하다가 2023년 9월 4일부터 2023년 9월 17일까지 마마무 휘인, 2023년 9월 18일부터 2023년 9월 24일까지 진기주, 2023년 9월 25일부터 2023년 10월 1일까지 윤지성이 스페셜DJ로 진행했다. 2023년 10월 2일부터 2024년 10월 6일까지 가수 청하가 진행했다. 2024년 11월 25일부터 오마이걸 효정이 DJ로 진행한다.
'메이비의 볼륨을 높여요'가 '나르샤의 볼륨을 높여요'로 개편된지 약 3개월 후 메이비의 볼륨을 높여요가 2010 AIBD 라디오 부문상을 수상하였다. 유인나, 이수현, 강한나는 각각 2014년, 2018년, 2020년 KBS 연예대상에서 라디오 DJ상을 수상하였다.
2021년 11월 19일 방송부터 SBS 교통정보 및 SBS 인기가요 방송 시청이 진행됨에 따라, 뮤직뱅크 종료 이후 시 라디오 코너 방송이 시청하지 않는 것도 변경되었다.
마지막으로 남자 정식이 아닌 스페셜 DJ는 한 적이 있었다.

## 역대 DJ
- 단, 역대 DJ는 모두 여자들이다.

| 대수 | 진행자                           | 기간                               |
| ---- | -------------------------------- | ---------------------------------- |
| 초대 | 이본 (여)                        | 1995년 4월 3일 ~ 2004년 10월 17일  |
| 2대  | 최강희 (여)                      | 2004년 10월 18일 ~ 2006년 10월 8일 |
| 3대  | 메이비 (여)                      | 2006년 10월 9일 ~ 2010년 4월 18일  |
| 4대  | 나르샤 (브라운 아이드 걸스) (여) | 2010년 4월 19일 ~ 2010년 12월 31일 |
| 5대  | 최강희 (여)                      | 2011년 1월 1일 ~ 2011년 11월 6일   |
| 6대  | 유인나 (여)                      | 2011년 11월 7일 ~ 2016년 5월 8일   |
| 7대  | 조윤희 (여)                      | 2016년 5월 9일 ~ 2017년 7월 2일    |
| 8대  | 김예원 (여)                      | 2017년 7월 3일 ~ 2018년 6월 3일    |
| 9대  | 이수현 (AKMU) (여)               | 2018년 6월 4일 ~ 2020년 1월 5일    |
| 10대 | 강한나 (여)                      | 2020년 1월 6일 ~ 2021년 10월 31일  |
| 11대 | 신예은 (여)                      | 2021년 11월 1일 ~ 2022년 7월 31일  |
| 12대 | 헤이즈 (여)                      | 2022년 8월 22일 ~ 2023년 9월 3일   |
| 13대 | 청하 (여)                        | 2023년 10월 2일 ~ 2024년 10월 6일  |
| 14대 | 효정 (오마이걸) (여)             | 2024년 11월 25일 ~ 현재            |

## 코너
매일 코너
- (월~목 1부) 미라클 이브닝
- (금 1부) 미라클 위켄드
- (2부) 쉿~ 내 얘길 들어봐

요일 코너
- (월) 최효정의 비밀정원
- (화) 연애, 전~혀 모르겠어요 (with 윤지성)
- (수) 못참아
- TMT, 김영철, 김호영, 최효정 Let's Go!
- (금) 볼륨 음악방

주말 코너
- (토, 일 1부) 볼륨 다이닝
- (토) 3분 미래 듣기
- (일) 플레이 키오스크
- (일) 내일의 내가 하겠지 뭐

## 관련 일화
1. 한때 검색어 1위를 했던 메이비의 굴욕 동영상(2007년 2월 22일 방송)의 근원지가 바로 '메이비의 볼륨을 높여요'이다.
2. 메이비의 볼륨을 높여요는 2010년 4월 18일 마지막 방송을 공개방송을 통해서 생방송으로 송출하였다. 마지막 방송때 콩 게시판에 약 4000개의 글이 올라왔으며, 오픈 스튜디오에는 많은 청취자가 플래카드를 들고 오는 등 마지막 방송을 기념했다.

- "너무 감사드립니다. 3년을 이렇게 뒤돌아보면요. 저는 스태프들한테도 참 귀찮은 디제이였던 것 같아요. 뭐, 방송 끝나고 녹음하면 11시, 12시, 우리 스태프들한테도 사생활은 있는데 제가 끝까지 못 가게 잡아놓고 이런저런 이야기도 하고 싶어서 했던 기억도 나고, 저는 디제이 하기 전엔 참 혼자 있는 시간이 많은 사람이었는데 저에게 너무 친구가 되어 주었어요. 많은 스태프들이. 그리고, 사실은 방송을 하면서 수첩에 이렇게 빼곡히 적어놨던 우리 청취자들 이름도 많고 제가 기억을 다 못한다는 게 너무 죄송해서……. 아, 진짜 아까 말씀드린 것처럼 대학도 보내줘야 되고 여자친구, 남자친구도 만들어줘야 되고 연애할 때 힘든 일 있으면 들어주기도 하고 싶고, 근데 우리 어머니 설거지할 때 심심하게 만들지 않고 야근 하시는 분들 곁에 있어주고 싶은데요, 제가 왜 그렇게 힘들었는지 모르겠어요. 그래서 지금은 잠깐 여러분 곁을 떠나지만, 사실 여러분들이 제 이름 부르는 소리를 안 듣고는 어떻게 살아갈까... 매일이 허전하지는 않을까... 그런 생각도 있었지만, 그래도 이 많은 사랑으로 제가 더 다른 일을 하는 데 힘이 될 것 같아요. 너무 감사드리고 그냥 저는 집에 있어도, 다른 활동을 해도, 눈을 감으면 이 마이크 앞이 생각날 것 같아요. 너무 너무 감사드립니다. 저는 정말 너무 너무 행복했었던 것 같아요. 내일이면 제가 이 자리에 없겠지만 그래도 저 잊지 말아주시고요. 언젠가 다시 또 인사드리도록 하겠습니다. 오늘 끝 곡으로, 제가 여러분들에게 들려드리고 싶은 노래였어요. 박새별의 물망초를 들으면서 이 시간 마무리하겠습니다. 여러분, 사랑합니다……."

## 수상
- 2014년 KBS 연예대상 라디오DJ상 (유인나)
- 2018년 KBS 연예대상 라디오부문 올해의 신인상 (이수현)
- 2020년 KBS 연예대상 라디오부문 신인 DJ상 (강한나)

## 같이 보기
- 연예오락
- FM 실황음악 (KBS 클래식FM)